# 空中瑜珈

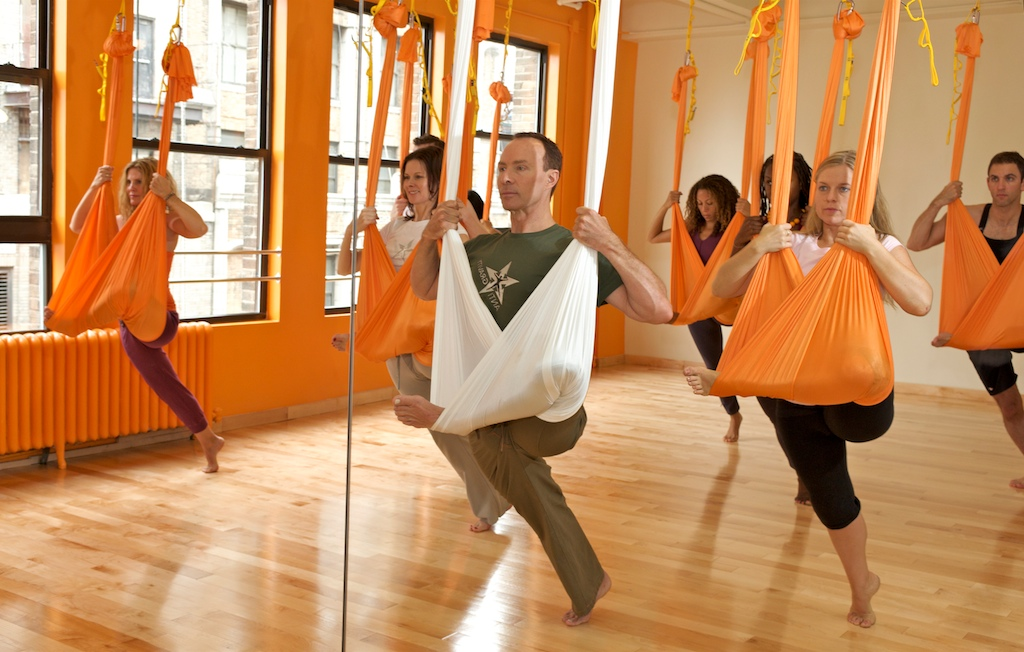
空中瑜伽課程練習鴿式中，從 Rajakapotasana的一種變化。

空中瑜伽是一種新一代的瑜伽，在2014開始盛行。其中運用掛布或吊床結合了傳統瑜伽的動作與姿勢、皮拉提斯、和舞蹈的動作。

## 吊床 (掛布)

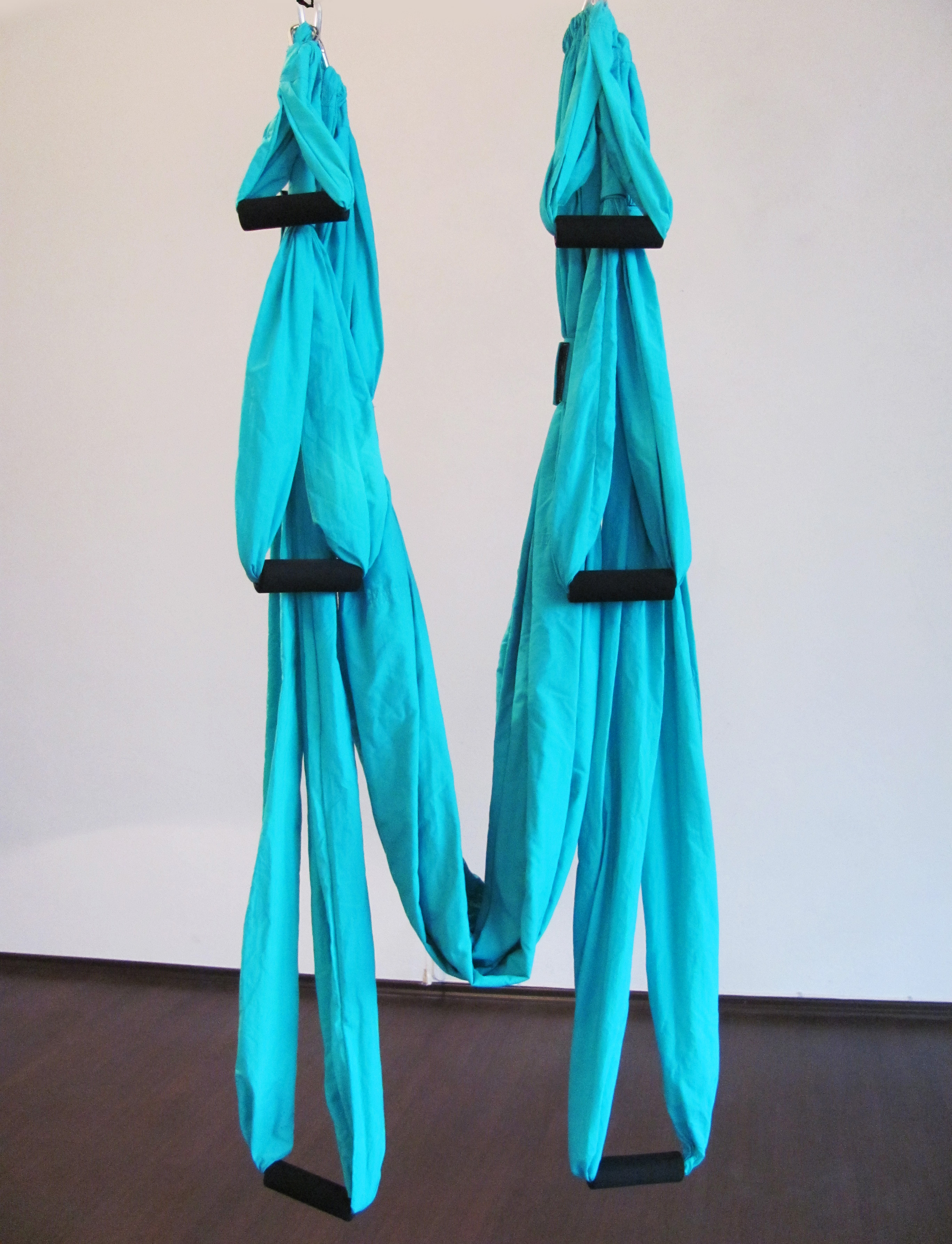
空中瑜伽吊床

在做空中瑜伽時需要使用一種特殊的吊床(掛布)組，在雙定點上做支撐，掛布可乘重高達300公斤的重量。一組懸吊器材中會有定點圓盤，扁繩，菊繩，掛布與登山扣環(D環)。
兩個支點綁上菊繩垂下接近地面大約0.5-1尺處，再將掛布用D環扣在菊繩上。掛布的高度可應使用者的喜好來做調整。
掛布的作用類似於吊床或柔軟的鞦韆，可支撑著使用者的臀部進行前彎和后彎的動作。一些在地板瑜伽上相對比較難以做到的瑜伽姿勢，例如輪式，在使用掛布的協助下可能更容易完成，並且在掛布上也能增加其他多樣性的訓練。

## 健康、益處與注意事項

### 空中瑜伽的健康和益處
由於醫學方面對於瑜伽這項運動比較沒有一套完善的研究，對於瑜伽有助於提升健康這項研究也不是非常的了解。但傳聞與實際案例都顯示著持續的彎曲與拉筋有助於身體在運動方面有許多幫助的。肌肉和關節也能獲得強化與修復，脊柱也能在倒掛中獲得放鬆。在瑜珈中，尤其是空中瑜珈特別有助於提升心理上、身理上與心靈上的健康。
目前比較為大眾接受的幾個空中瑜伽益處為:
1. 鍛鍊核心肌群
2. 減壓
3. 改善姿勢體態
4. 提升自信

### 練習空中瑜伽的注意事項
和傳統瑜伽不同，空中瑜伽所有動作都結合掛布進行。大部分的動作均在半空中完成。初學者在練習時需要注意安全，以免發生意外。以下為幾個空中瑜伽的基本注意事項:
1. 避免穿寬鬆的衣服
2. 練習前取下身上的飾品
3. 運動前一小時減少進食

## 主要姿勢與動作
空中瑜珈中包含了盤腿的動作，用上半身支撐全身的後彎動作，雙臂向外延展等動作 倒掛的五角星，掛布支撐著尾骨的輪式， 和全腿包式的單腿鴿式。類似於倒掛的五角星，但一腿會掛在掛布前方。 與許多纏繞腳踝並用手去拖著腳的變化式。